# Laothoe bicolor
Laothoe bicolor är en fjärilsart som beskrevs av Barend J. Lempke 1959. Laothoe bicolor ingår i släktet Laothoe och familjen svärmare. Inga underarter finns listade i Catalogue of Life.